# Museo de la Revolución francesa
El museo de la Revolución francesa  (musée de la Révolution française, en francés) está ubicado en el pueblo de Vizille, cerca de Grenoble en Francia. Se aloja en el castillo de Vizille, antigua residencia de los duques de Lesdiguières, antes de pertenecer a la familia Casimir-Perier y ser adquirido por el Estado francés.
El museo fue creado en 1983 e inaugurado el 13 de julio de 1984, en el marco del bicentenario de la Revolución francesa de 1989. El sitio fue elegido porque después de la Jornada de las Tejas el 7 de junio de 1788, los Estados Generales de la provincia del Delfinado se reunieron en este castillo para reclamar al rey de Francia la restauración de los parlamentos provinciales, en particular el de Grenoble.
Es el único museo relacionado con el período de la Revolución francesa y organiza cada año exposiciones temporales. Recibe a unos 70 000 visitantes al año en una veintena de salas de exposiciones.

## Centro de documentación
Tiene un centro de documentación sobre la Revolución francesa (centro Albert Soboul) de renombre internacional, con 27 000 documentos.

## Colecciones
Exhibe pinturas de los siglos XVIII y XIX, esculturas de los siglos XVIII, XIX y XX así como objetos relacionados con este período.
Las pinturas de los pintores Henri Félix Emmanuel Philippoteaux, Antoine-François Callet, Guillaume Guillon Lethière, Adolf Ulrik Wertmüller, Louis-Pierre Baltard, Auguste Couder, Pompeo Batoni y Alexandre Debelle están presentes entre otros en este museo.
Entre los escultores representados, se encuentran Claude André Deseine, Jean Baffier, Alfred Boucher, François-Frédéric Lemot y Marcel Marie Auguste Chauvenet.
El cuarto piso contiene objetos de la era revolucionaria, como un reloj de péndulo decimal con 100 segundos decimales en el minuto, 100 minutos decimales en la hora. Contiene también un pequeño museo de cera de 1792 con los tres padres de la Revolución Francesa, Franklin, Voltaire y Rousseau, instalado en Elysium.

## Exposiciones temporales
- 2019 : El arte y la materia[4]
- 2019 : Un pueblo y su revolución (historieta)
- 2018 : Problemas y desgracias de Luis XVII de Francia de julio al 1 de octubre.[5]

## Obras

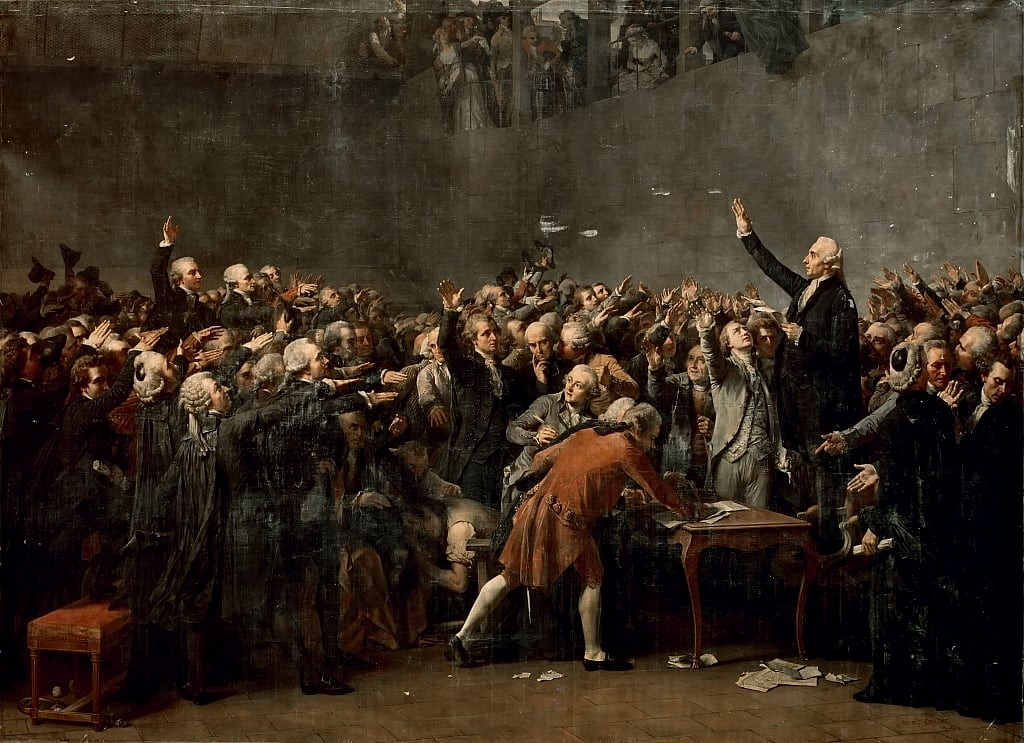
Auguste Couder, Juramento del Juego de Pelota (1789).
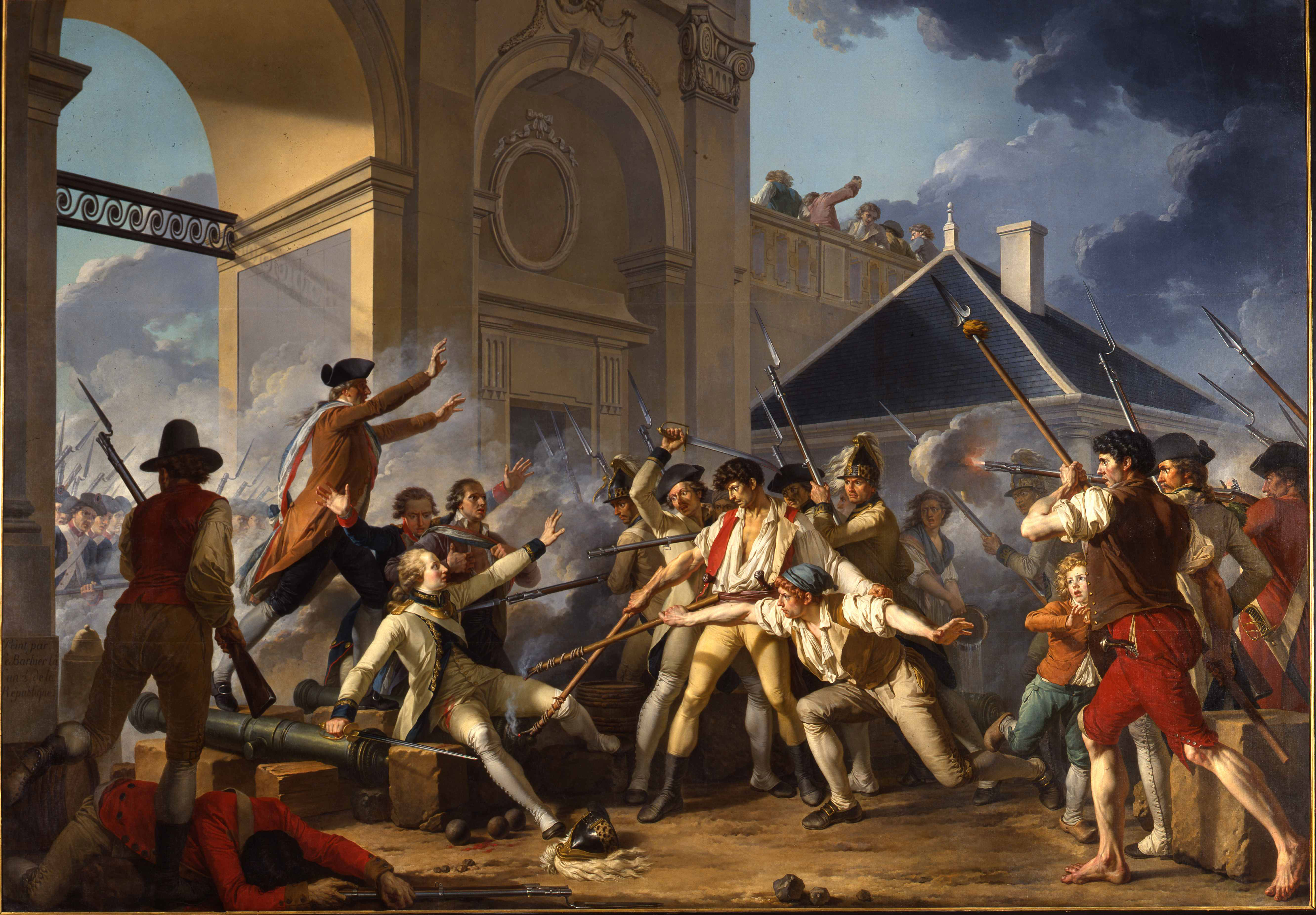
Jean-Jacques Le Barbier, Le Courage héroïque du jeune Désilles, le 31 août 1790, à l'affaire de Nancy (1794).
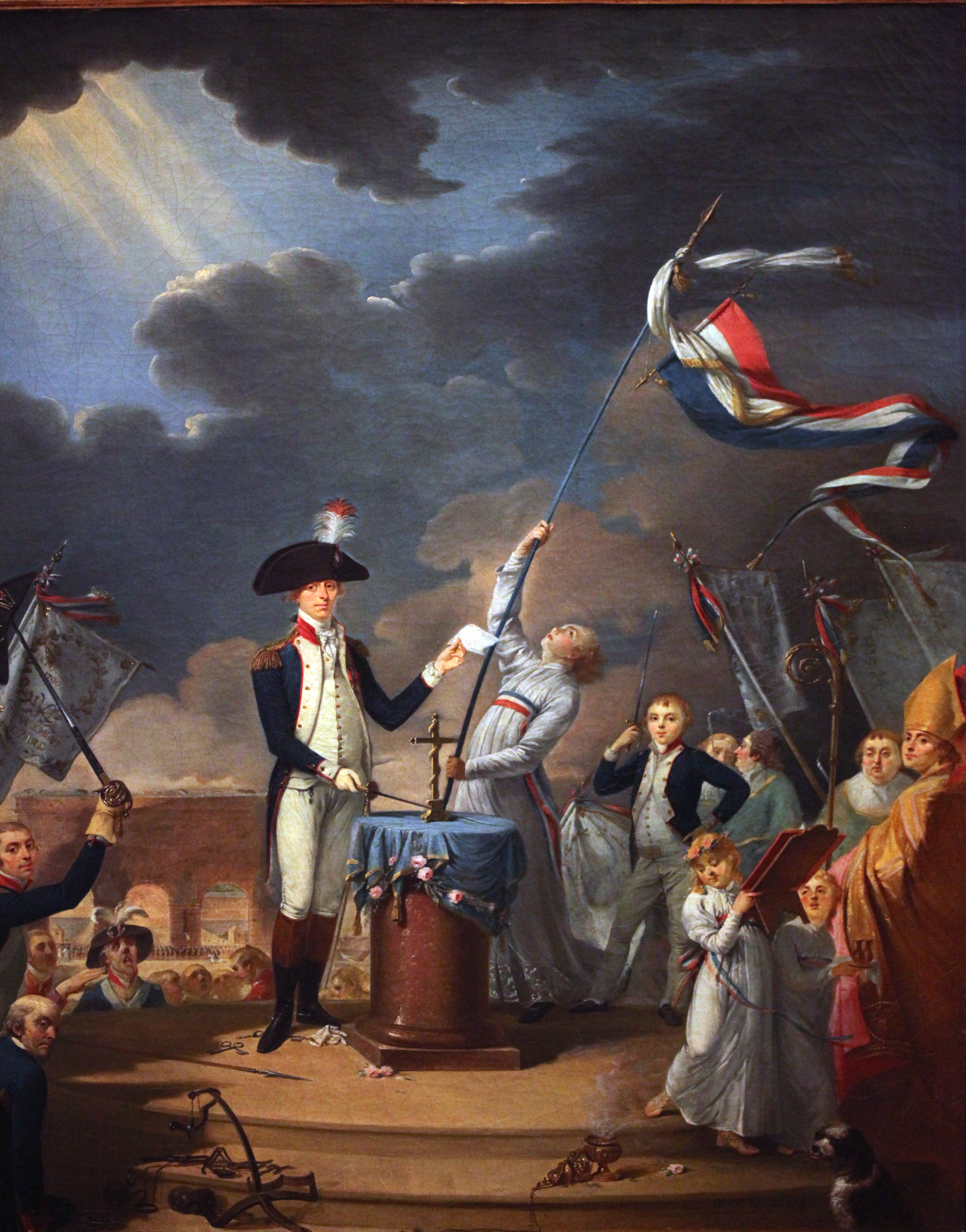
Anónimo, Serment de La Fayette le 14 juillet 1790.
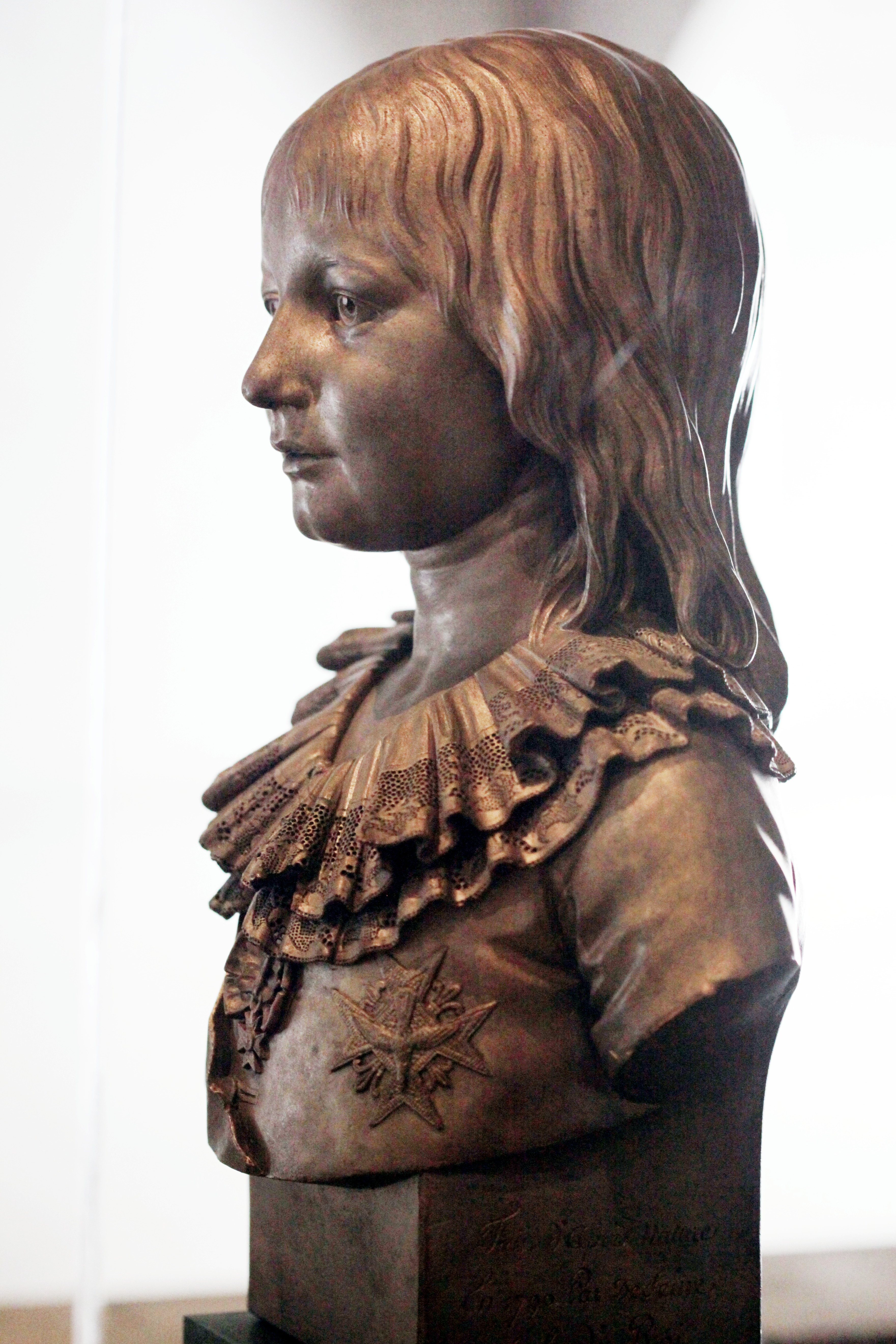
Louis Pierre Deseine, Busto del delfín Luis Carlos de Francia (1789-1790).
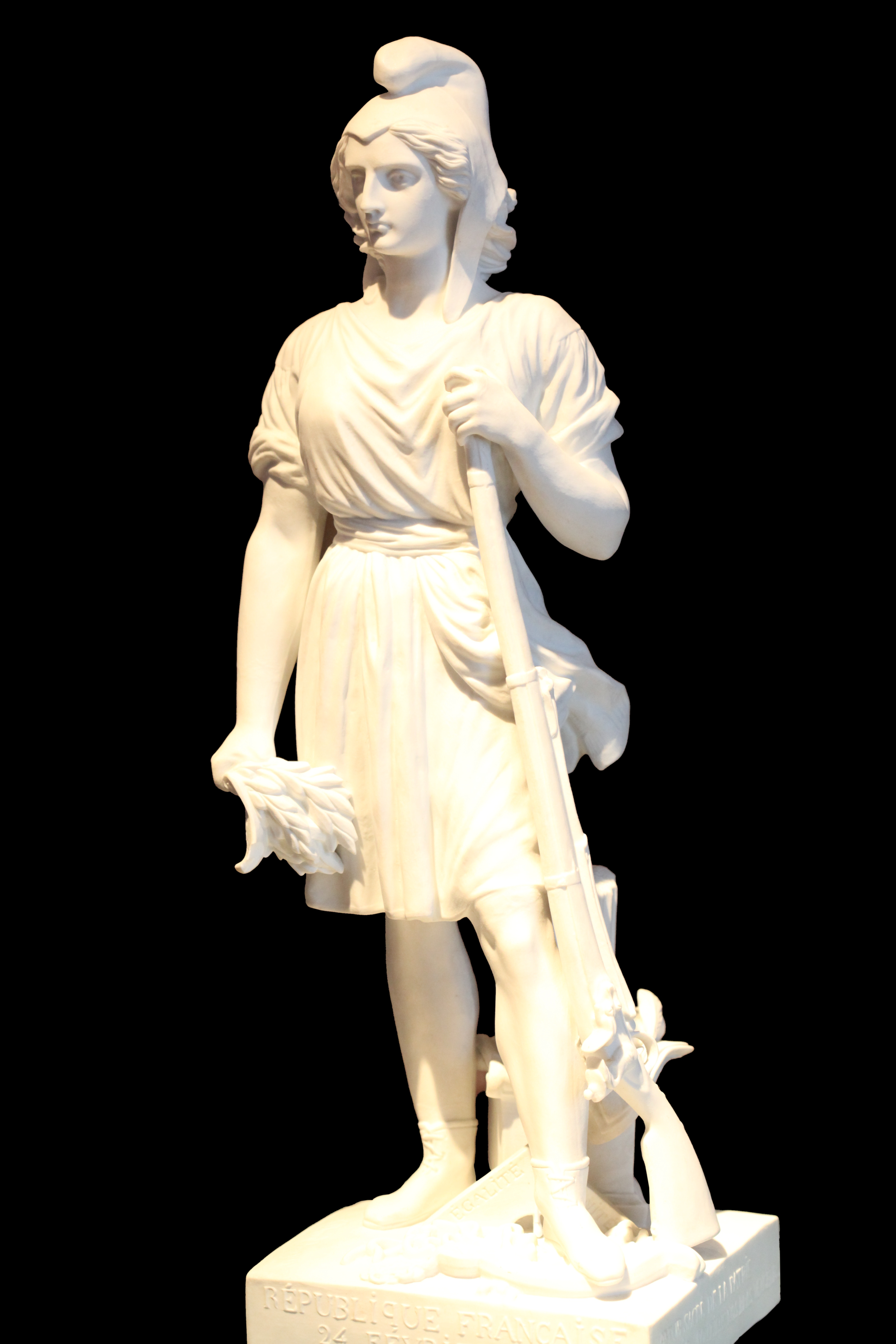
David d'Angers, La République armée (1848).